# Theronopus mimicus
Theronopus mimicus är en insektsart som beskrevs av Webb 1976. Theronopus mimicus ingår i släktet Theronopus och familjen dvärgstritar. Inga underarter finns listade i Catalogue of Life.